# Slankskinkar
Slankskinkar (Lygosoma) är ett släkte av ödlor som ingår i familjen skinkar. Släktet är typsläkte för underfamiljen Lygosominae. Tidigare användes släktet i taxonomiska sammanhang som något av ett papperskorgstaxon och många arter fördes till det. Efter senare fylogeniska undersökningar har flera arter flyttats till andra släkten. Släktets fylogeni är inte helt utredd ännu, men en undersökning från 2019 föreslog en begränsning av Lygosoma till Sydöstasien och placerade fem arter som typiskt tillhörande släktet, Lygosoma quadrupes, Lygosoma corpulentum, Lygosoma isodactylum, Lygosoma siamense och Lygosoma tabonorum. Men fler arter kvarstår i släktet och The Reptile Database listar 16 arter i släktet i sin version från 2022.

## Arter
Enligt The Reptile Database har släktet 16 arter:
- Lygosoma angeli (Smith, 1937)
- Lygosoma bampfyldei Bartlett, 1895
- Lygosoma boehmei Ziegler et al., 2007
- Lygosoma corpulentum Smith, 1921
- Lygosoma haroldyoungi (Taylor, 1962)
- Lygosoma isodactylum (Günther, 1864)
- Lygosoma kinabatanganense Grismer, Quah, Duzulkafly & Yambun, 2018
- Lygosoma koratense M.A. Smith, 1917
- Lygosoma opisthorhodum Werner, 1910
- Lygosoma peninsulare Grismer, Quah, Duzulkafly & Yambun, 2018
- Lygosoma quadrupes (Linnaeus, 1766)
- Lygosoma schneideri Werner, 1900
- Lygosoma siamense Siler, Heitz, Davis, Freitas, Aowphol, Termprayoon & Grismer, 2018
- Lygosoma singha (Taylor, 1950)
- Lygosoma tabonorum Heitz, Diesmos, Freitas, Ellsworth & Grismer, 2016
- Lygosoma veunsaiense Geissler, Hartmann & Neang, 2012

Notera: En binomial auktoritet inom parentes indikerar att arten ursprungligen beskrevs i ett annat släkte än Lygosoma.
Från Lygosoma flyttade taxon inkluderar bland annat:
- Lygosoma afrum
- Lygosoma albopunctata
- Lygosoma anguinum
- Lygosoma ashwamedhi
- Lygosoma bowringii
- Lygosoma carinatum
- Lygosoma elegans
- Lygosoma frontoparietale
- Lygosoma goaensis
- Lygosoma grandisonianum
- Lygosoma guentheri
- Lygosoma laeviceps
- Lygosoma lanceolatum
- Lygosoma lineata
- Lygosoma lineolatum
- Lygosoma mabuiiforme
- Lygosoma mafianum
- Lygosoma melanopogon
- Lygosoma mocquardi
- Lygosoma paedocarinatum
- Lygosoma pembanum
- Lygosoma popae
- Lygosoma productum
- Lygosoma pruthi
- Lygosoma punctata
- Lygosoma simonettai
- Lygosoma somalicum
- Lygosoma tanae
- Lygosoma tersum
- Lygosoma vinciguerrae
- Lygosoma vosmaeri